# Anapoma mvakoumelensis
Anapoma mvakoumelensis là một loài bướm đêm trong họ Noctuidae.